# 真夜中 (テレビ番組)
『真夜中』（まよなか）は、フジテレビ系列で2017年4月17日から9月18日まで毎週月曜 1:25 - 1:55（日曜深夜、JST）に放送されていたバラエティ番組。

## 概要
指原莉乃とリリー・フランキーが真夜中にオール深夜ロケを敢行する。知られざる深夜の生態をのぞき、未だ見ぬ深夜の世界への扉を開くドキュメンタリーバラエティ番組である。
その世界では当たり前のことでも、知らない者から見れば不可思議な真夜中の生態であり、深夜にうごめく未知の世界の現場へ長時間潜入し、その世界を体感、ともに朝を迎える。
指原は、フジテレビ系列のレギュラー番組は『さしこく〜サシで告白する勇気をあなたに〜』からの続役である。
リリーは、フジテレビ系列のレギュラー番組は『ワンダフルライフ』（2014年4月 - 9月）以来の約2年半ぶりの担当になる。
この番組の終了で指原はAKB映像センターから続いていたフジテレビ深夜のAKBグループ枠の番組からは降板し、新たに中井りか（NGT48)を新司会者に迎えて同年10月より『白昼夢』がスタートする。なお、『白昼夢』は『真夜中』の続編番組という位置付けになっている。
2018年6月4日（月曜）2:25 - 2:55・11日（月曜）1:25 - 1:55（3日・10日〈日曜〉深夜）の2週にわたって、スペシャル番組として放送された。

## 出演者
- 指原莉乃（HKT48）
- リリー・フランキー

### ゲスト
レギュラー放送
- ピエール瀧（電気グルーヴ）（#1、#2、#3）
- ミッツ・マングローブ（#4、#5、#6、#7）
- 長谷川博己（#20、#21）
- ハナレグミ（#20、#21）

スペシャル版
- 松岡茉優
- 安藤サクラ

## スタッフ
- 企画：秋元康
- 構成：大野ケイスケ
- カメラ：五十嵐陽
- 音声：村本達弥
- 照明：東像徹馬
- 美術進行：西嶋友里
- メイク：山田かつら
- TK：水越理恵
- 編集：坂本貴志、小山航平
- MA：泉英理奈
- 音効：村松聡、佐伯綾乃
- 技術協力：スウィッシュ・ジャパン、共同テレビジョン
- オブザーバー：日枝広道（電通）
- 広報：佐藤未郷（フジテレビ）
- デスク：武田志保
- AP：藤林千絵
- ディレクター：牛窪真二（アズバーズ）、佐久間隆太、小澤雄一、新井孝輔
- チーフディレクター：新沢学（ユーフィールド）
- 演出：小林正彦（フジテレビ）
- プロデューサー：高瀬敦也（高瀬→途中から）・速水大介（フジテレビ）、上原敏明、高橋研（ユーフィールド）、田岸宏一（クロスエイト）
- チーフプロデューサー：黒木彰一・浜野貴敏（フジテレビ）
- 制作協力：ユーフィールド
- 制作：フジテレビ編成局制作センター第二制作室（旧制作局第二制作センター）
- 制作著作：フジテレビ

### 過去のスタッフ
- デスク：曽我加仰里

## ネット局
| 放送対象地域   | 放送局             | 系列           | 放送期間（全社2017年）                      | 放送日時                                | 備考       |
| -------------- | ------------------ | -------------- | ------------------------------------------- | --------------------------------------- | ---------- |
| 関東広域圏     | フジテレビ         | フジテレビ系列 | 4月17日 - 9月18日                           | 月曜 1:25 - 1:55 （日曜 25:25 - 25:55） | 制作局     |
| 宮城県         | 仙台放送           | フジテレビ系列 | 4月17日 - 9月18日                           | 月曜 1:25 - 1:55 （日曜 25:25 - 25:55） | 同時ネット |
| 長野県         | 長野放送           | フジテレビ系列 | 4月17日 - 9月18日                           | 月曜 1:25 - 1:55 （日曜 25:25 - 25:55） | 同時ネット |
| 近畿広域圏     | 関西テレビ         | フジテレビ系列 | 4月21日 - 9月22日                           | 金曜 1:25 - 1:55 （木曜 25:25 - 25:55） | 遅れネット |
| 北海道         | 北海道文化放送     | フジテレビ系列 | 4月23日 - 10月15日                          | 日曜 2:30 - 3:00 （土曜 26:30 - 27:00） | 遅れネット |
| 新潟県         | 新潟総合テレビ     | フジテレビ系列 | 4月25日 - 9月26日                           | 火曜 1:30 - 2:00 （月曜 25:30 - 26:00） | 遅れネット |
| 広島県         | テレビ新広島       | フジテレビ系列 | 4月26日 - 9月27日                           | 水曜 0:55 - 1:25 （火曜 24:55 - 25:25） | 遅れネット |
| 高知県         | 高知さんさんテレビ | フジテレビ系列 | 4月26日 - 9月27日                           | 水曜 1:25 - 1:55 （火曜 25:25 - 25:55） | 遅れネット |
| 静岡県         | テレビ静岡         | フジテレビ系列 | 4月28日 - 9月29日                           | 金曜 1:00 - 1:30 （木曜 25:00 - 25:30） | 遅れネット |
| 中京広域圏     | 東海テレビ         | フジテレビ系列 | 4月29日 - 9月30日 11月3日・10日・17日・30日 | 土曜 3:05 - 3:35 （金曜 27:05 - 27:35） | 遅れネット |
| 島根県・鳥取県 | 山陰中央テレビ     | フジテレビ系列 | 4月30日 - 10月15日                          | 日曜 2:15 - 2:45 （土曜 26:15 - 26:45） | 遅れネット |
| 岡山県・香川県 | 岡山放送           | フジテレビ系列 | 5月3日 - 9月27日                            | 水曜 1:25 - 1:55 （火曜 25:25 - 25:55） | 遅れネット |
| 福岡県         | テレビ西日本       | フジテレビ系列 | 7月5日 - 12月5日                            | 火曜 0:25 - 0:55 （月曜 24:25 - 24:55） | 遅れネット |